# خوتکای بایکال
خوتکای بایکال یا «غاز تایوانی» (نام علمی: Anas formosa) پرنده‌ای از گروه مرغابیان روی آبچر از تیرهٔ مرغابیان است.

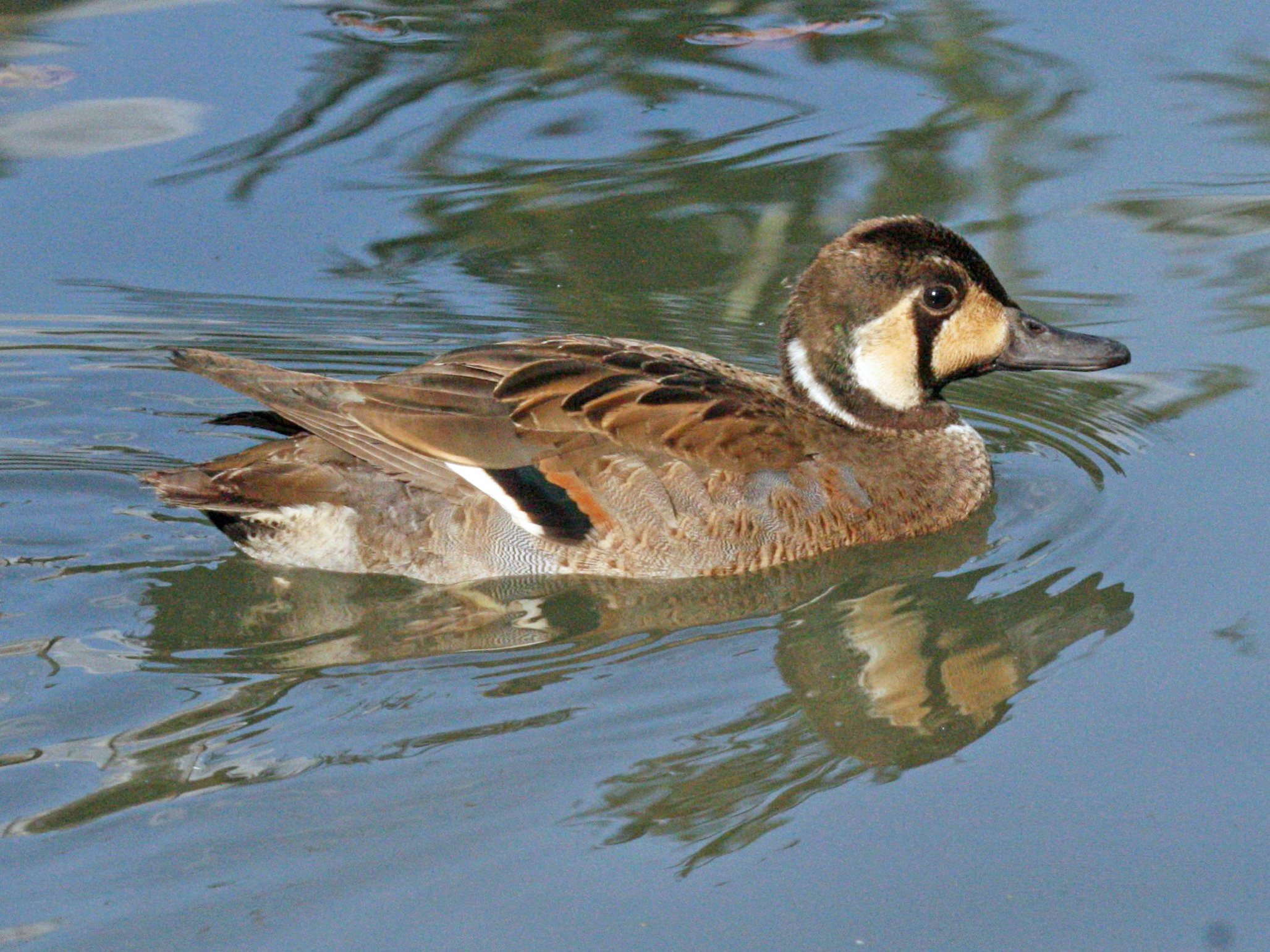

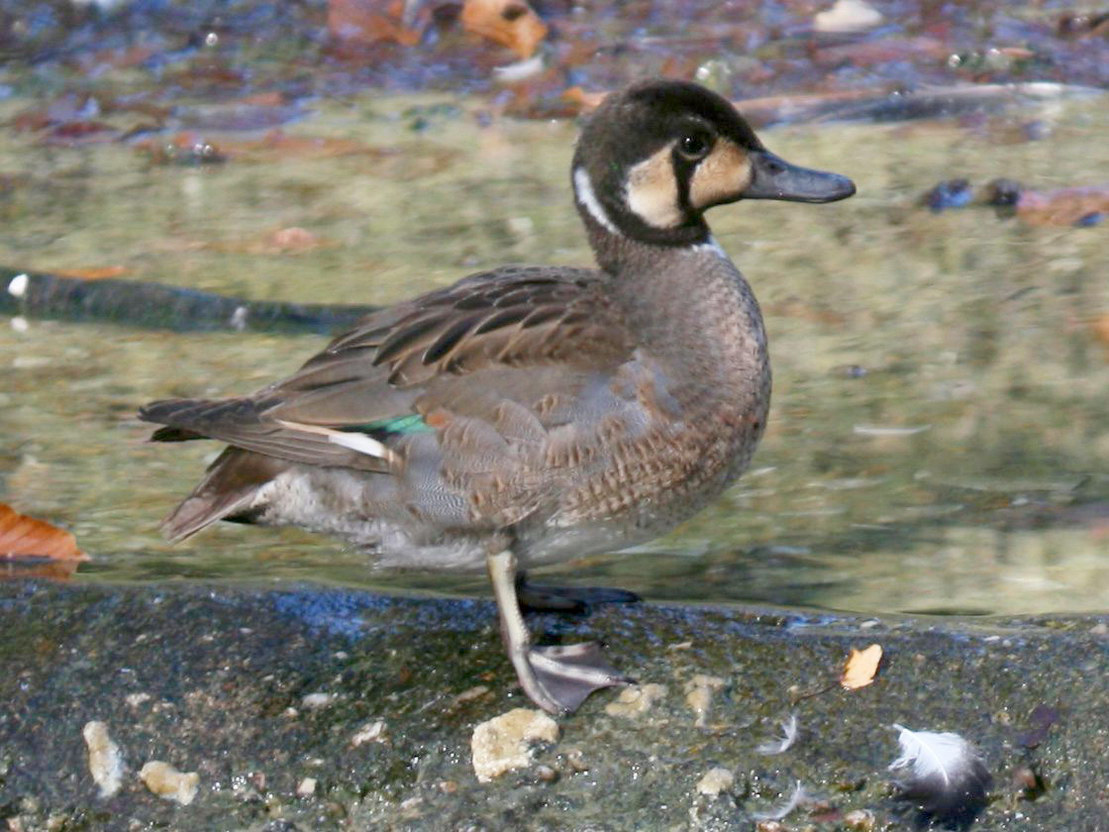